# معركة مغمداس
معركة مغمداس وقعت في مغمداس شرقي طرابلس، هزم فيها الإباضيَّة بقيادة أبي حاتم الملزوزي سنة 155هـ / 772م، وهرب الكثير منهم نحو المغرب الأوسط حيث شكلوا نواة الدولة الرستمية.